# Callophrys suaveola
Callophrys suaveola is een vlinder uit de familie Lycaenidae. De wetenschappelijke naam is voor het eerst geldig gepubliceerd in 1881 door Staudinger.
De soort komt voor in Europa.